# Dietrich von Bülow
Dietrich von Bülow, född 1460 i Mecklenburg, död 1 oktober 1523 i Lebus, var en tysk teolog, jurist och humanist. Han var romersk-katolsk biskop av Lebus-Fürstenwalde från 1491 till sin död.
Han tillhörde den uradliga mecklenburgska adelssläkten von Bülow och var son till riddaren Friedrich von Bülow, furstlig rådsherre i Mecklenburg och Braunschweig, och Sophie von Quitzow. Från 1472 till 1477 studerade han vid Rostocks universitet. Därefter läste han juridik vid Erfurts universitet och Bolognas universitet, och erhöll 1484 en doktorsgrad i civilrätt från Bologna. Han verkade under samma tid även i kyrkans tjänst i Verden an der Aller och Lübeck.
1487 blev han medlem av Brandenburgs kurfurstliga råd. Därefter blev han 20 oktober 1490 vald till biskop av Lebus i Fürstenwalde, vilket bekräftades av påven Innocentius VIII påföljande år. 1491 deltog han i riksdagen i Nürnberg och var 1492-1493 delaktig i förhandlingarna i Königsberg in der Neumark som utmynnade i det arvsfördrag som 1529 ledde till att hertigdömet Pommern förenades med Brandenburg genom arv. Han kom även att ansvara för utbildningen av kurprinsen Joakim I och 1506 utsågs han till universitetskansler för det nygrundade Viadrinauniversitetet i Frankfurt an der Oder.
Dietrich von Bülow verkade vid flera tillfällen som medlare, 1494 mellan hertigen av Braunschweig-Lüneburg och staden Braunschweig, 1497 mellan Brandenburg och markgrevskapet Lausitz. 1502 var han delaktig i reformen av staden Frankfurt an der Oders stadgar och arbetade fram fördraget mellan den polske kungen Sigismund I och kurfurst Joakim I av Brandenburg 1514.
Han utökade biskopsdömets världsliga territorium genom att förvärva Beeskow och Storkow från släkten von Biberstein. 1503 vigde han Johann Schlabrendorf till biskop av Havelberg och 14 maj 1514 biskopsvigde han Albrekt av Brandenburg till ärkebiskop av Mainz. 
Som en lärd humanist av den äldre skolan förde von Bülow en omfattande korrespondens med tidens tyska lärde, bland annat Johan Tritheim. Han kom att medverka avsevärt till uppbyggnaden av universitetet i Frankfurt an der Oder och rekryterade flera av professorerna, samt byggde upp en krets av musiker och författare vid det furstbiskopliga hovet, bland dessa Ulrich von Hutten, som tillägnade honom dikten Klagen gegen Lötze. De samlingar som han grundlade vid det furstbiskopliga biblioteket i Fürstenwalde skadades i andra världskriget men finns delvis bevarade.
Han avled 1523 i Lebus och fick sin sista vila i Fürstenwaldes domkyrka. Hans epitafium är försett med inskriptionen "Sub hoc saxo latent sepulti sineres Reve[re]ndi in Christo Patris et Domini Theodorici de Bulco Episcopi Lubucensis, qui obiit prima Octobris anno salutis 1523, cuius anima requiescat in pace Amen." ("Under denna sten ligger benen begravda av den högvärdige Fadern i Kristus och herren Theodor von Bülow, biskop av Lebus, som dog den första oktober i frälsningens år 1523; hans själ vila i frid. Amen.")

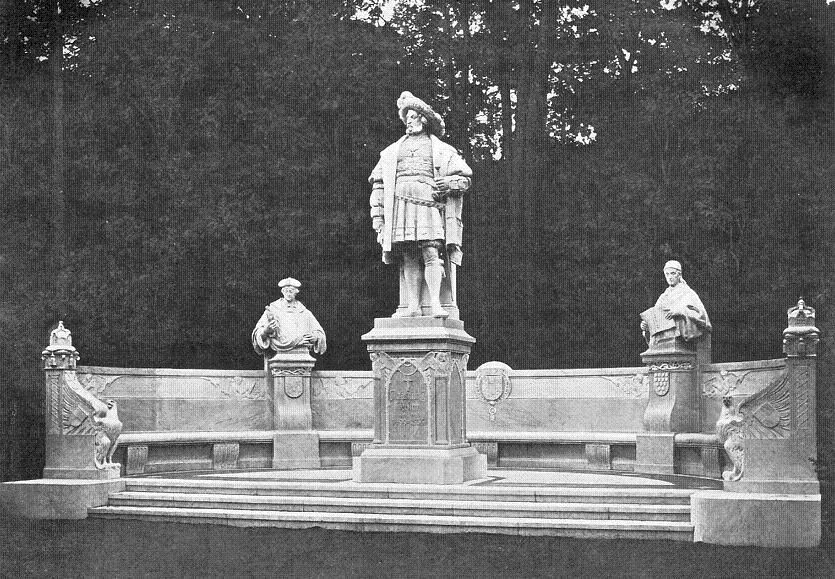
Joakim I:s monument i Siegesallee omkring år 1900, med von Bülow som bifigur (högra bysten).

Dietrich von Bülows byst i Siegesallee skulpterades av Johannes Götz och ställdes upp i Tiergarten år 1900, som del av ensemblen omkring kurfurst Joakim I:s monument. Sidorelieferna framställde biskopen dels som försvarare av den romersk-katolska kyrkan under reformationen, dels som lärare till kurfursten. Bysten avlägsnades under andra världskriget och finns idag i svårt skadat skick, med enbart torson bevarad, uppställd i Zitadelle Spandau.